# FC Gagra
Maillots
Actualités
Le Football Club Gagra Tbilissi (en géorgien : საფეხბურთო კლუბი გაგრა თბილისი), plus couramment abrégé en FC Gagra, est un club géorgien de football fondé en 2004 et basé à Tbilissi, la capitale du pays.

## Bilan sportif

### Palmarès
| \| - Coupe de Géorgie (2) : - Vainqueur : 2010-2011 et 2020. - Finaliste : 2018. - Supercoupe de Géorgie : - Finaliste : 2011 et 2021. \| \| - Championnat de Géorgie D2 (2) : - Champion : 2007-08 et 2010-11. - Vice-champion : 2016 (Groupe rouge) et 2021. \| |  | |
| - Coupe de Géorgie (2) : - Vainqueur : 2010-2011 et 2020. - Finaliste : 2018. - Supercoupe de Géorgie : - Finaliste : 2011 et 2021. |  | - Championnat de Géorgie D2 (2) : - Champion : 2007-08 et 2010-11. - Vice-champion : 2016 (Groupe rouge) et 2021. |

### Bilan européen
Note : dans les résultats ci-dessous, le score du club est toujours donné en premier.
| Saison    | Compétition             | Tour            | Club                  | Domicile | Extérieur | Total |
| --------- | ----------------------- | --------------- | --------------------- | -------- | --------- | ----- |
| 2011-2012 | Ligue Europa            | Deuxième tour Q | Anorthosis Famagouste | 2 - 0    | 0 - 3     | 2 - 3 |
| 2021-2022 | Ligue Europa Conférence | Premier tour Q  | Sutjeska Nikšić       | 1 - 1    | 0 - 1     | 1 - 2 |

Légende
- Victoire ou qualification pour le tour suivant
- Match nul
- Défaite ou élimination de la compétition

## Personnalités du club

### Présidents du club
- Beso Chikhradze

### Entraîneurs du club
- Vladimer Khachidze
- Anatoliy Piskovets (février 2010 - octobre 2011)
- Varlam Kilasonia (avril 2010 - )
- Zviad Jeladze (octobre 2011 - )